# 大東群島
大東群島（日语：／ Daitō-shotō，琉球語：／ ）是琉球列島中，位於沖繩群島東方約340公里的島嶼群；包括北大東島、南大東島及沖大東島，因為島嶼數目不多，常被當作沖繩群島的子群島，但也有將其視為獨立群島的分類。行政劃分上北大東島及沖大東島屬於日本沖繩縣島尻郡北大東村，南大東島屬於同郡的南大東村。

## 地理
大約在100萬年前至20萬年前之間，因珊瑚礁的隆起而形成了大東群島的島嶼，形成島嶼的珊瑚礁厚度約從數百公尺到數千公尺。
大東群島自古無人居住，在古代被琉球人稱為「ウフアガリ」，意思是東之涯的島嶼。但琉球人對此地區不甚瞭解，將群島誤以為是一個島嶼，稱為「大東島」。1820年，俄羅斯自「博羅金諾」號帆船（Бородино）首次測量並在地圖上標注了這個群島，稱「博羅金諾群島」。琉球被日本吞併後，方才有日本企業明治製糖、Rasa工業等來此群島開拓，群島上才有了人煙。
北大東島與南大東島間距離約為20公里，但因兩島之間有深達2700公尺的海溝，因此無法在沖繩島與兩島之間鋪設海底電纜。

## 面積
- 南大東島：30.53平方公里
- 北大東島：11.93平方公里
- 沖大東島：1.147平方公里

## 人口
- 南大東島：約1,330人
- 北大東島：約630人
- 沖大東島：現為無人島

## 醫療
大東群島中，南大東島設有「南大東村診療所」和一個私營的牙科醫生，北大東島設有「北大東村立牙科診療所」。如果有診療所無法處理的醫療狀況，會緊急將病患以飛機送往沖繩島，如為夜間或其他飛機無法降落之狀況，則會出動日本陸上自衛隊的直昇機運送病患。

## 交通

### 飛航
島上分別設有北大東機場及南大東機場，由「琉球空中通勤」（Ryukyu Air Commuter Co.,Ltd）開設與那霸機場間的航班，所需飛行時間約為1小時。

### 船運
從那霸碼頭有「大東海運」以一週一航班的方式前往北大東島及南大東島，但兩島上因為幾乎都是懸崖海岸，並沒有正式的港口，而是崖上設置起重機，將船上的人及行李送到島上。
因為大東群島週邊海區域海象不佳，也常遭受颱風侵襲，因此船隻航行班次不是很穩定。